# NGC 6866
NGC 6866是在星座天鵝座的一個年輕的疏散星團。它是德國天文學家卡羅琳·赫歇爾在178年7月23日發現的。估計這個星團距離太陽約4.35正負0.53 × 103光年，並且以0.12的輕微離心率繞著銀河系中心旋轉。它顯示了12.18±1.14 km/s的日心徑向速度。

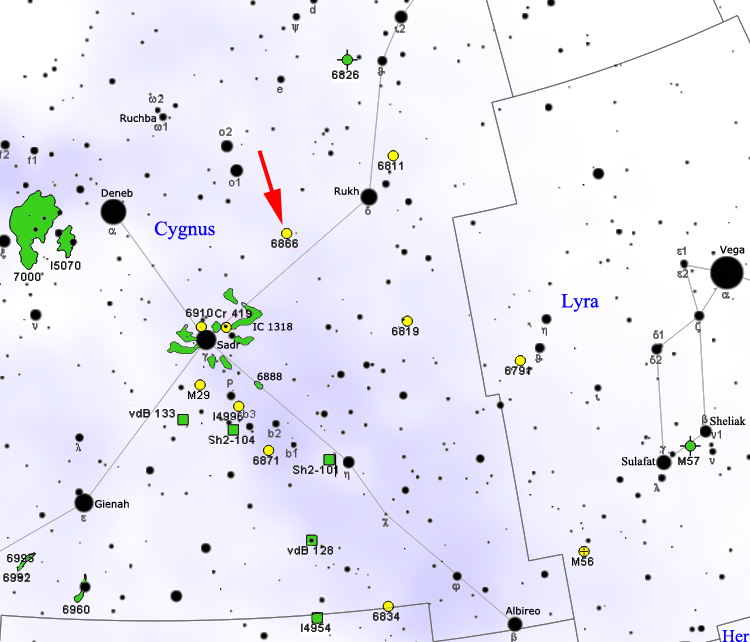
Map showing location of NGC 6866

星團的角半徑估計約為21′±3′，而核心半徑為 10.3′±1.8′。總共有1,357顆主序恆星被確定為可能的星團成員。估計成員恆星的總質量為1,274.52 M☉。它顯示了每百萬年1.92顆恆星的損失率。該星團的金屬豐度（質量大於氦的元素豐度）與太陽相似。
NGC 6866是克卜勒太空望遠鏡曾觀察的四個星團之一。通過克卜勒的數據分析，NGC 6866的年齡估計約為4.3億年。該星團包括31顆盾牌座δ型和8顆劍魚座γ型變星，以及4顆食雙星和106顆有星斑而顯示旋轉調變的恆星；還有兩個系統是大熊座W型變星 。

## 外部連結
- 维基共享资源上的相關多媒體資源：NGC 6866
- NGC 6866 on WikiSky: DSS2, SDSS, GALEX, IRAS, Hydrogen α, X-Ray, Astrophoto, Sky Map, Articles and images